# Guynia annulata
Guynia annulata är en korallart som beskrevs av Duncan 1872. Guynia annulata ingår i släktet Guynia och familjen Guyniidae. Inga underarter finns listade i Catalogue of Life.